# Distretto di Hanishina
Il distretto di Hanishina (埴科郡, Hanishina-gun?) è uno dei distretti della prefettura di Nagano, in Giappone.
Attualmente fa parte del distretto solo il comune di Sakaki.
| Controllo di autorità | VIAF (EN) 147756646 · LCCN (EN) n81072924 · J9U (EN, HE) 987007566840105171 · NDL (EN, JA) 00412927 |